# نيستور أسبريلا
نيستور أسبريلا (بالإسبانية: Néstor Asprilla)‏ هو لاعب كرة قدم كولومبي في مركز الدفاع، ولد في 28 يناير 1986 في بالميرا، فالي ديل كاوكا ‏ في كولومبيا. لعب مع أتليتيكو هويلا وفورتاليزا الكولومبي ونادي ميلغار أريكيبا.